# Кондамин (Эн)
Кондами́н (фр. Condamine) — коммуна во Франции, находится в регионе Рона — Альпы. Департамент коммуны — Эн. Входит в состав кантона Брено. Округ коммуны — Нантюа.
Код коммуны — 01112.

## Население
Население коммуны на 2010 год составляло 404 человека.
| 1962 | 1968 | 1975 | 1982 | 1990 | 1999 | 2010 |
| ---- | ---- | ---- | ---- | ---- | ---- | ---- |
| 206  | 182  | 148  | 194  | 248  | 285  | 404  |